# Scanf
scanf é uma família de funções da linguagem de programação C disponibilizada pelo arquivo cabeçalho stdio.h que permite a leitura de dados a partir de uma fonte de caracteres de acordo com um formato pré determinado. Está presente também em outras linguagens de programação como PHP e C++.